# Torozo
El Torozo (también conocido como Peñón del Torozo) es un pico de la sierra de Gredos. Se encuentra al este del puerto del Pico, constituyendo la cima más occidental del sector oriental de la Sierra de Gredos. El vértice geodésico Torozo, perteneciente al término municipal de Villarejo del Valle, situado en su cima se encuentra a una altitud de 2021,586 metros sobre el nivel del mar.

## Ascensión

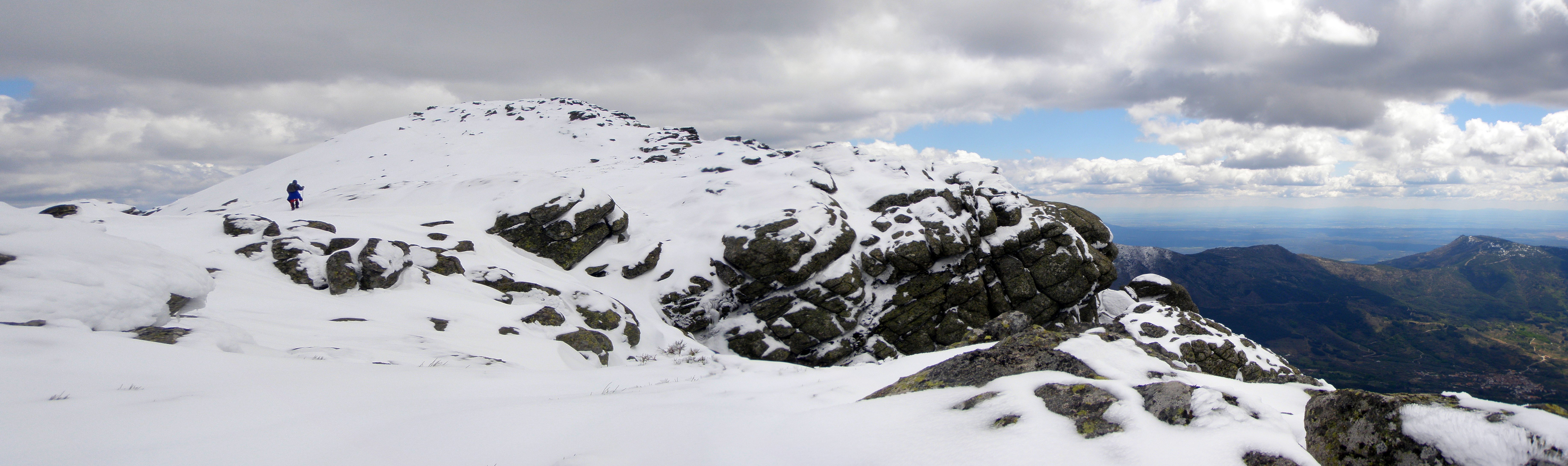
Vista de la cima del Torozo cubierta de nieve.

La ruta más fácil para acceder al pico se realiza desde un camino situado pasados 800 m el Puerto del Pico en dirección Ávila. Este camino se continúa por 3,2 km hacia la derecha hasta el cruce con otro camino de tierra que se sigue hasta que a los 2,8 km es necesario abandonar el automóvil y continuar a pie en dirección. A partir de allí la duración del recorrido hasta la cima de 1 hora y 15 minutos.